# Malika Fadel ben Salvador
Malika Fadel ben Salvador (1302-c.1350) fue una navegante y corsaria del emirato de Granada.

## Biografía ficticia
Nacida en una familia bien asentada de Almería, vino al mundo en la residencia familiar, cercana a las atarazanas califales. Quedó huérfana desde muy pequeña, al morir sus padres en el asedio al que Jaime II de Aragón sometió a la ciudad en 1309. 
Se encargó pues de ella su abuelo, Ibn Fadel, un poderoso comerciante que traficaba con hachís y otras mercancías entre Al-Ándalus, el norte de África y el Mediterráneo oriental, practicando también ocasionalmente el corso en nombre de la República Marítima de Pechina[cita requerida], bajo cuya bandera navegaba. 
Su abuelo llegó a hacerla su esposa y administradora de sus propiedades. La peste que en 1329 asoló la ciudad de Almería se llevó consigo a Ibn Fadel, quien nombró a Malika Fadel capitana de su flota. 
Se dice que se hacía acompañar de un gran eunuco negro para su protección personal y que construyó un palacete cercano a la Puerta del Mar en Almería para una esclava que había liberado en Alejandría.
Malika Fadel pereció junto con su esclava egipcia en una refriega contra la flota del almirante franco-catalán Moreau de Perellós, que asaltó la flota de la almeriense para arrebatarle su cargamento a pesar de la tregua firmada por Castilla y el Reino de Granada.